# Лето, Шеннон

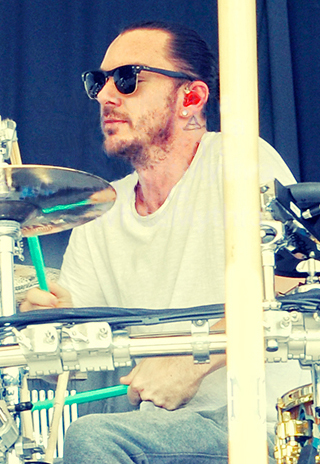

Ше́ннон Ле́то (англ. Shannon Leto, род. 9 марта 1970) — американский рок-музыкант, старший брат музыканта и актёра Джареда Лето. Барабанщик альтернативной рок-группы Thirty Seconds to Mars, которую основал вместе с братом в 1998 году.

## Биография

### Детство и юность
Родился 9 марта 1970 года в Божер-Сити недалеко от центра города, штат Луизиана. Вместе со своим братом, Джаредом Лето, он рос в творческой семье в окружении музыкальных инструментов. С раннего детства он начал, по его признанию, «стучать» по кастрюлям, и это переросло в увлечение ударными. Шеннон самостоятельно освоил игру на барабанной установке, когда ему было всего 8 лет. Ребёнком он несколько лет слушал записи через наушники и подыгрывал на барабанах, стремясь выработать свой собственный стиль игры. Его семья часто переезжала из города в город, чаще всего это были небольшие городки. После переезда в Нью-Йорк, где его семья жила неподалёку от Metropolitan Opera House, в нём развилась любовь и к классической музыке. Но первым альбомом, купленным им, был «Destroyer» группы Kiss. По словам Шеннона, на стиль его игры повлияли такие барабанщики, как Джон Бонэм (John Bonham), Стюарт Коупленд (Stewart Copeland), Кит Мун (Keith Moon), Ник Мэйсон (Nick Mason) и Ларс Ульрих (Lars Ulrich).

### Начало карьеры
До того, как Thirty Seconds to Mars стали популярны, Шеннон работал в джаз-мастерской. Отыграв с ними один сезон, он пошёл на следующее прослушивание. Но его не приняли из-за незнания нотной грамоты. «Когда я играл в той мастерской, я знал, что делать, и у меня все получалось — пока передо мной не поставили ноты», — говорит Шеннон.

### Известность

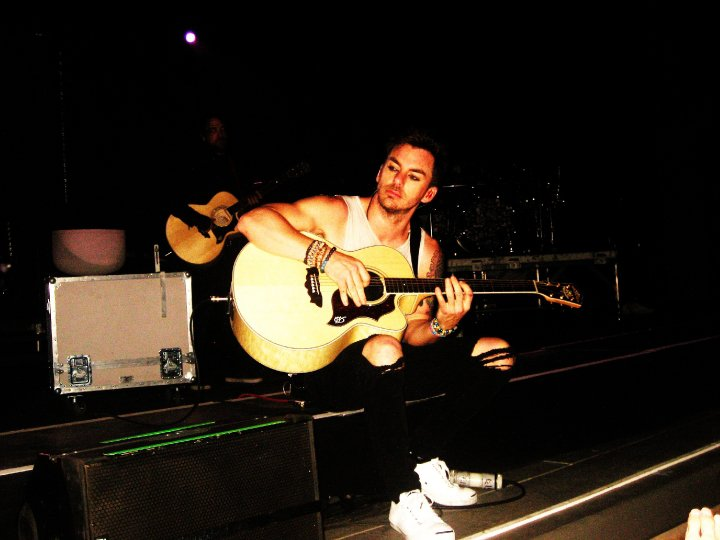
Шеннон Лето в Темпе 16 мая 2010

В 1998 году, когда Шеннон со своим младшим братом Джаредом образовали группу Thirty Seconds to Mars, он неустанно репетировал по шесть-семь часов в день. В интервью журналу «Современный барабанщик» (англ. Modern Drummer) в феврале 2006 года он сказал: «Репетиции значительно способствовали укреплению моей выносливости и сделали мою игру более точной». Шеннон также заметил, что предпочитает инструментальное исполнение, и эксперименты с электроникой группа проводит самостоятельно. Боб Эзрин, который помог продюсировать первый альбом 30 Seconds to Mars, как-то заметил: «Шеннон — самый изобретательный барабанщик, с которым мне приходилось работать. Он не удовлетворяется обычным добавлением ритма; его ударные проигрыши — это полноценная часть общей гармонии в записи. Он также замечательно играет на живых выступлениях, и за ним приятно наблюдать. Он играет с такой энергией, что она просто гипнотизирует». Своей игрой Шеннон вдохновляет многих фанатов-музыкантов, которые, слушая музыку Thirty Seconds to Mars и анализируя её, наполняются новыми идеями и желанием стучать. После концертов все с нетерпением ждут встречи с ним, чтобы получить ценный совет от своего кумира.
Шеннон говорит: «Я люблю держаться позади. Я обожаю то, чем я занимаюсь в группе. Быть ударником — это, несомненно, впечатляющее занятие и это то, чем я хочу заниматься». Ради своего любимого дела ему приходилось многим жертвовать, и, по его словам, он не очень жалеет об этих потерях. Он считает, что группа — это его жизнь, его работа. Все остальное второстепенно.

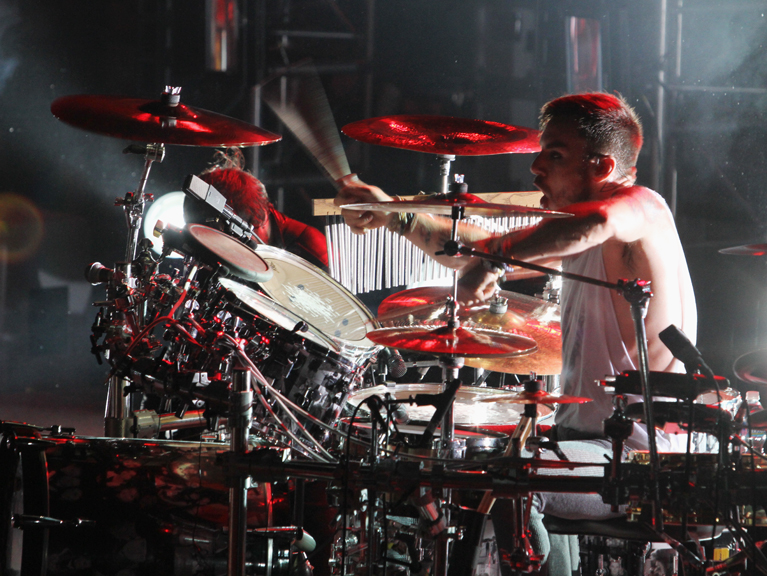
Шеннон на выступлении в городе Кент, штат Огайо в октябре 2010

## Дополнительные факты
- Шеннон также играет на гитаре и на фортепиано. По его словам, ему крайне интересно постоянно учиться чему-то новому в музыке.
- В его интересы входит и профессиональная фотография. Шеннон интересуется абстрактным искусством и прогрессивным роком. Именно он сделал фото для оформления первого альбома, — говорит Джаред Лето.
- Помимо участия в группе Thirty Seconds to Mars, Шеннон находился в туре, состоящем из DJ-сетов, с Антуаном Бексом, фронтменом CB7.
- Для альбомов «30 Seconds to Mars», «This Is War», «Love Lust Faith + Dreams», «America» являлся автором и исполнителем таких треков как «The Struggle», «L490», «Remedy» и «Convergence».
- 9 марта 2015 года Шеннон совместно со своим давним другом Трэвисом Андресом запустил торговую кофейную компанию под названием «Black Fuel Trading Company».

## Дискография

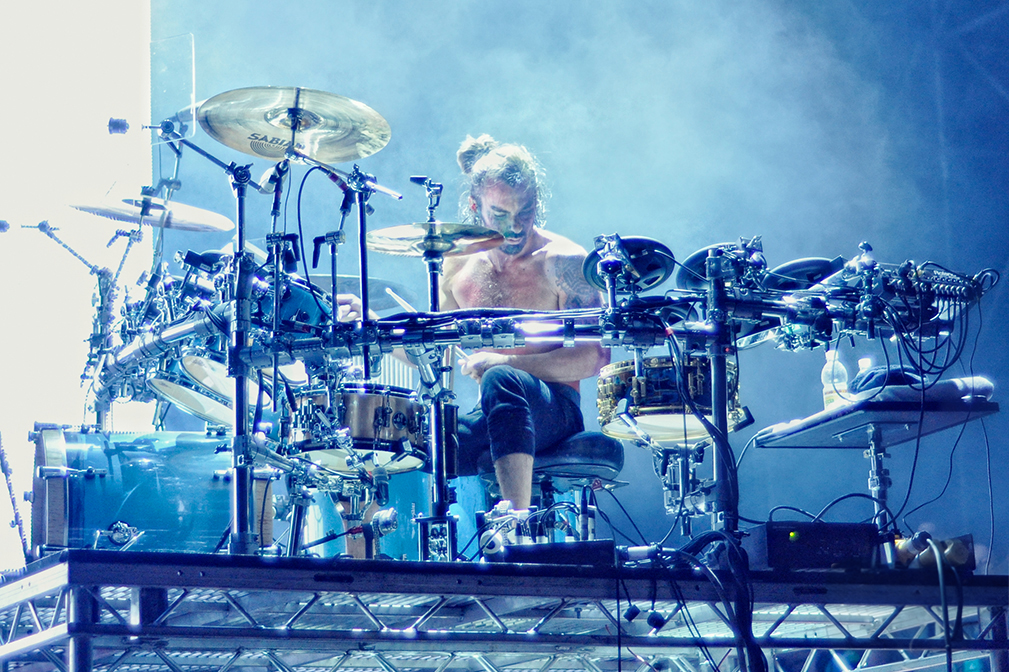
Шеннон Лето, концерт Падуя, Италия июль 2013

### The Wondergirls

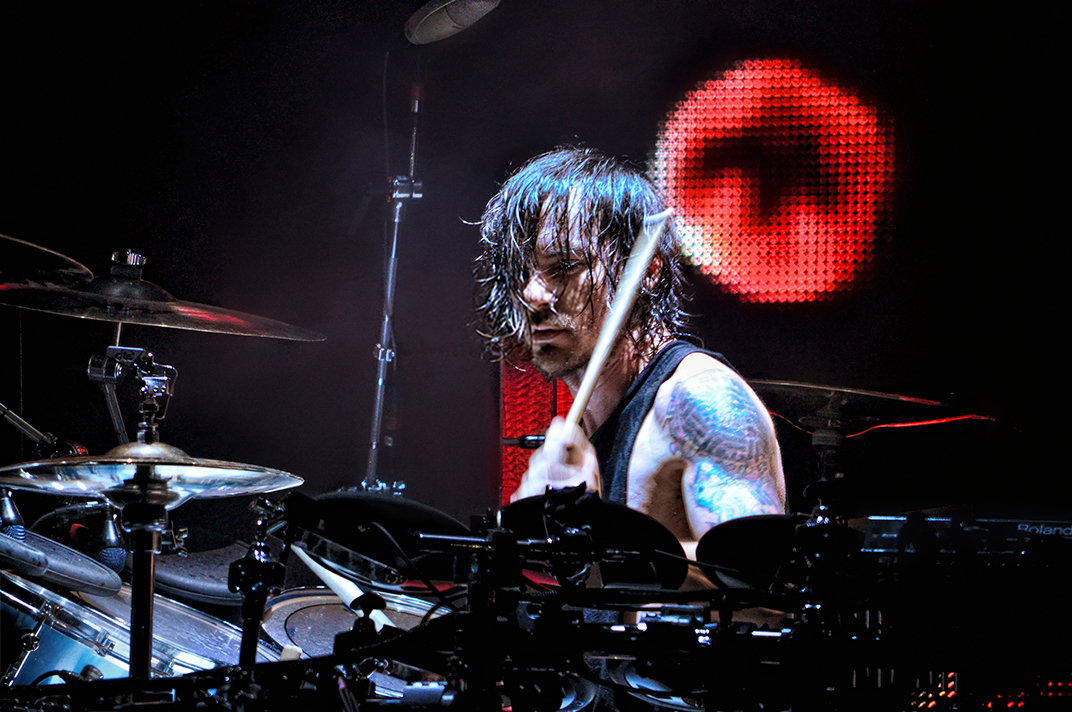
Шеннон Лето на шоу в Лукке, Италия 13 июля 2013

- Шеннон Лето на шоу в Лукке, Италия 13 июля 20131999 — Drop That Baby
- 1999 — Let’s Go All The Way

### Thirty Seconds to Mars

#### Альбомы
- 2002 — 30 Seconds to Mars
- 2005 — A Beautiful Lie
- 2009 — This Is War
- 2013 — Love Lust Faith + Dreams
- 2018 — America

#### Мини-альбомы
- 2002 — Acoustic Live Radio Show
- 2007 — AOL Sessions Undercover
- 2008 — To the Edge of the Earth

## Фильмография
| Год       |    | Русское название                | Оригинальное название | Роль                           |
| --------- | -- | ------------------------------- | --------------------- | ------------------------------ |
| 1994—1995 | с  | Моя так называемая жизнь        | My So-Called Life     | Шейн                           |
| 1997      | ф  | Префонтейн                      | Prefontaine           | Хозяин бара                    |
| 1997      | тф | Way Out West - Blue (Видеоклип) | Way Out West - Blue   |                                |
| 2001      | ф  | Любовь всё меняет               | Sol Goode             | Фанат Сола, в титрах не указан |
| 2002      | ф  | Шоссе                           | Highway               | Kid #2                         |